# Амадей V Савойски
Вижте пояснителната страница за други личности с името Амадей Савойски.
Амадей V Савойски, наречен Велики (на италиански: Amedeo V di Savoia, il Conte Grande, на френски: Amédée V de Savoie dit « le Grand »; * 4 септември 1249, 1252 или 1253, замък на Бурже; † 16 октомври 1323, Авиньон) от Савойската династия, е 14-и граф на Савоя, граф на Аоста и на Мориен от 1285 до 1323 г., имперски княз от 1313 г., херцог на Шабле и на Вале д'Аоста, маркграф на Италия, господар на Баже и на Колини, имперски викарий.
Носи прякора „Велики“ (или „Големи“) „заради неговите добродетели, неговата мъжество, а също и защото е бил висок“. Някои автори понякога го свързват с израза „Мълнията на войната“.

## Произход
Той е най-малкият син на Томас II Савойски (* ок. 1999 или ок. 1202, † 1259), господар на Пиемонт (1233 – 1259), граф на Фландрия и на Хенегау (jure uxoris) (1237 – 1244), регент на Савоя, на Аоста и на Мориен за племенника си Бонифаций (1253 – 1259), маркграф на Торино и на Ивреа, имперски викарий за Северна Италия (1242), принц на Капуа (1252), и на съпругата му Беатриче Фиески († 1283), племенница на папа Инокентий IV. Негови дядо и баба по бащина линия са Томас I Савойски, 9-и граф на Савоя, граф на Аоста и на Мориен, и Беатриса (Маргарита) Женевска, а по майчина – Теодор Фиески, граф на Лаваня, и Симона дела Волта (ди Капо Корсо). Има двама братя и две или три сестри:
- Томас III (* 1248 или ок. 1252, † 1282), господар на Пиемонт и граф на Мориен (1259 – 1282), съпруг на Гуя (Гая) дьо Шалон (Бургундска-Конте)
- Лудвиг I (* 1250 или ок. 1254, † 1302 или 1303), 1-ви барон на Во (1285 – 1302), господар на Мудон, Ромон, Ру, Контре, Сайон, Нион и Обон (1286), съпруг на Аделина дьо Лорен и на Жана дьо Монфор
- Контесона († 1264), вероятна
- Елеонора († 1296), господарка на Шатоньоф, съпруга на Луи I дьо Форе/дьо Божо, господар на Домб и на Божо
- Алиса († 1277).

## Биография

### Ранни години
Роден е на 4 септември 1249 г. или около 1252 – 1253 г. в Замъка на Бурже. Първата дата контрастира с факта, че родителите му са се оженили през 1251 г. и Амадей е второродният им син.
През 1259 г. губи баща си, който в титлите „граф на Мориен“ и „господар на Пиемонт“ е наследен от най-големия си син Томас с името Томас III Савойски, който управлява до 1282 г. При смъртта на баща си Амадей и двамата му братя Томас и Лудвиг са държани в затвора в Комуна Асти. Тогава вуйчо му кардинал Отобоно Фиески, бъдещият папа Адриан V, се намесва и с генуезки войски и други гвелфи издейства освобождаването на трите деца. През 1263 г. графът на Савоя, неговият братовчед Бонифаций, е нападнат пред портите на Торино от войските на Комуна Асти, които го побеждават и го пленяват, и впоследствие той умира от раните си. Тъй като все още не е женен, Бонифаций няма наследници и наследството би трябвало да отиде у синовете на Томас II, по-точно у най-големия син Томас, който претендира за графството, но в крайна сметка чичото на Амадей, Петър, граф на Ричмънд и на Ромон, става граф на Савоя през 1063 г.
През 1264 г. неговата леля Беатрис, графиня на Прованс и Форкалкие, споменава Амадей, братята му Томас и Лудвиг и сестра му Елеонора в завещанието си като получатели на наследство.
Майката на Амадей го отглежда до момента в който чичо му Филип, тогава архиепископ на Лион, го довежда в Лион да учи. Филип става граф, наследявайки брат си Петър II през 1268 г. в изпълнение на различните му завещания. Според завещанието на Петър II от 1264 г. в случай на неговата смърт Савойското графство ще бъде наследено от неговата племенница Елеонора Прованска, съпруга на френския крал Хенри III. Брат му Филип е посочен едва на втора позиция, след което идват младите му племенници – синовете на брат му Томас II: Томас III, Амадей и Лудвиг. И накрая, последната воля на Петър II, от 7 май 1268 г. също показва, че синовете на Томас II трябва да наследят графството след чичо им Филип, ако последният няма наследник.
През 1270 г. Амадей заминава за Англия с братята си Томас и Лудвиг при крал Хенри III (кралицата на Англия е тяхната първа братовчедка Елеонора Прованска) с надеждата да си възвърне английските владения, които някога са принадлежали на чичо му Петър II. Но междувременно феодалните владения вече са поверени отново на принц Едуард I от Англия, отсъстващ за кръстоносните походи (Осми и Девети); следователно, в очакване на споразумение, кралят в замяна гарантира на братята Савойци годишна пенсия от сто марки, поне до завръщането на Едуард.
Амадей се жени през 1272 г. за Сибила, дъщеря на Гиг II дьо Боже, господар на Брес, и универсална негова наследница. Тя, като подарък от майка си, също му носи замъка Мирибел близо до Сен Боне льо Шато.
Амадей и двамата му братя се завръщат в Англия през 1275 г., за да обсъдят въпроса за феодалните владения на чичо им Петър II с леля им кралица Елеонора и с братовчед им Едуард I, вече крал на Англия. Амадей се бие заедно с Едуард I срещу уелсците. Изглежда, че се разболява през 1277 г. На следващата година е направен рицар. Отива на турнир в Германия, преди да се върне поради заболяване в Лондон, в Hôtel de Savoie. Остава в английския двор до 1283 г.
Амадей през 1273 г. е споменат заедно с брат си Томас и майка им Беатрис, графиня на Боже, в завещанието на Аделазия, вдовица на Алберт IV, владетел на Ла Тур и Колини, свързана със Савоя.
От 1282 г. нататък започва династична криза в Савойската династия след смъртта на по-големия брат на Амадей, Томас, господар на Пиемонт, и определения за наследник на графа на Савоя, чичо му Филип I, който е бездетен. На следващата година през юли Амадей губи майка си. Според традицията на по-големия брат Амадей, все още жив, е признато правото да наследи графството от Филип I, докато на по-младия Лудвиг е обещан апанаж; и Едуард I от Англия, консултиран за наследяването на Савоя, се обявява в полза на младия Амадей, бивш херцог на Шабле, също херцог на Аоста от 1283 г. и вече смятан за умел дипломат. Докато чичо им е на смъртен одър, Лудвиг, недоволен от получаването на минимална част от савойските владения, започва борба заедно с други феодали срещу брат си Амадей, за да получи повече.

### Граф на Савоя и утвърждаване на властта му
Чичото на Амадей, граф Филип I, умира на 15 или 16 август 1285 г. и Амадей го наследява като Амадей V. Въпреки легитимността, осигурена от подкрепата на краля на Англия, новият граф свиква събрание в полята на Джавено за полагане на клетва за вярност. За да запази единството на своите държави и да избегне всякакви спорове между членовете на семейството си, той прилага политиката, създадена от неговия дядо, граф Томас I, а именно „политика на подчинение на унаследяване, с почит от всеки по-малък брат към най-големия [... и по този начин] избягване на разпръскването на наследството и болезнените конфликти на наследяването, като същевременно дава удовлетворение на сепаратистките региони и представлява реални стъпки“.
Разногласията с брат му Лудвиг продължават, докато през януари 1286 г. двамата не постигат споразумение: в замяна на феодалната почит Лудвиг получава от брат си като апанаж целия Во с баронската титла, замъка Пиер Шател (Вириниен), Бюже и годишна пенсия от 400 лири, докато неговият племенник Филип, син на починалия му брат Томас III, получава териториите на Пинероло и Торино. Въпреки това Амадей, който е негов настойник, управлява пряко тези владения и Филип всъщност влиза във владение на Сеньория Пиемонт, когато навършва пълнолетие през 1295 г. след арбитраж от 1294 г.; арбитражът приключва в Лион и регулира подялбата на наследствата на техните родители и чичовци, Петър II и Филип I. Амадей разделя савойските владения, запазвайки Савоя и долините на Суза и Аоста за себе си. Пиемонт отива у синовете на Томас III Савойски, докато земите на Во отиват при брат му Лудвиг. Това е раждането на двата нови клона на династията – този на Пиемонт и този на Во, които във всеки случай никога не се радват на истинска независимост и винаги остават васали на главния клон.
През 1287 г. Амадей V, с Договора от Анемас, подписва мир с графа на Женева Амадей II. Отношенията с другия съсед Дофине са доста бурни; различните сблъсъци между с Хумберт I Виенски са споменати в De Allobrogibus libri novem. Отношенията са по-добри с неговия наследник Жан II, дофин на Виен и през 1307 г. е подписано споразумение.
Савойските държави при Амадей V позволяват контрола върху част от Алпите и главните проходи между Франция и Италианския полуостров (проходите Мон Сени, Голям и Малък Сан Бернар). В Швейцария, притежавайки долните Вале и Шабле, графът контролира пътищата от прохода Симплон до Италия, Бургундия и Лотарингия. Държавите нямат реални столици. През 1295 г. граф Амадей придобива Замъка на Шамбери, който бързо се превръща в една от основните негови резиденции. По-специално той установява Графската сметна палата и цялата непътуваща администрация в замъка. От края 13 век там е извършена значителна работа и сред художниците, които работят там, е и ученик на Джото. Той също така подобрява родния си Замък на Бурже, построен от баща му, и го трансформира в графска резиденция, която редовно обитава.
Той укрепва приемствеността в своите държави чрез основаване на нови градове: Лопитал (1287) при портите на Тарантез, Шател Сент Дени (1296), което позволява контрол на пътя към Графство Грюер, и Ивоар (1306) на Женевското езеро. През 1288 г. купува град Пон дьо Бовен, на който дава харта за франчайз (автономия от различен тип).

#### Териториално разширение и зони на влияние
Графът се стреми да превземе град Конфлан – укрепен град с изглед към долната равнина на Изер, на кръстопътя на пътищата, водещи към Тарантез, Бофор и Мориен. Той обаче е под властта на архиепископ-графа на Тарентез. За да получи това, което жадува, графът, „леко разклати авторитета на господарите, чакайки възможността да се наложи като господар“. Така през 1287 г. той построява в равнината, под града, новия град Лопитал. Малко след това, през 1288 г., получава част от мистралията на Конфлан. За да се намеси в делата на Тарентез, сключва споразумение с архиепископ Аймон III, което предвижда, че няма да се създава пазар между Конфлан и Еме, за да се запази този на Епископство Мутие и в по-малка степен това на Салан, владение на графа. Графът също така издейства полицията на панаирите на Мутие през деня да бъде върната на неговите служители – служба, която те вече държат незаконно и сега потвърждава. Графът на Тарентез пази имотите при смъртта на Аймон III, задължавайки неговия наследник да заплати сума за възстановяването им.
През 1301 г. Амадей V предоставя сеньорията и крепостта Сен Пол на семейство Авалон, тогава под юрисдикцията на архиепископа. Той получава незабавен суверенитет над земята на Шеврон, в Горна Мориен, над част от Бофортен, която обикновено попада под властта на архиепископите. През 1319 г. получава част от юрисдикцията над града от господаря на Конфлан.
По същото време, през 1287 г., умира епископът на Женева Робер Женевски. Графът превзема епископския замък Ил. На следващата година той завзема временната юрисдикция над града, държана от видам, и назначава Жирар дьо Компей на този пост. Новият епископ Гийом дьо Конфлан протестира и кара графа да бъде отлъчен от Църквата на 13 януари 1290 г. През март се проваля компромисен проект. През септември същата година се състои среща между двамата принцове в Асти, на която са подписани няколко договора и компромиси. По силата на договора графът възстановява риболова, таксите и мелниците на Рона на епископа, но той трябва да даде във феод на графа Видомата на Женева, който ще го държи през живота на двете договарящи се страни. През 1304 г. графът получава назначаването на роднина на женевския престол – епископ Аймон дьо Кар.
През 1289 г. той купува Ревермон от Херцога на Бургундия за 16 000 ливри в брой и 800 ливри в земя. Графът се стреми да направи кръстовището между този естествен регион и Бюже, като получава равнината Ен в ръцете на Дофина. Въпреки това с получаването на Ревермон Амадей V не придобива систематично замъците и различните територии, които го съставляват.
В Лион и Виен савойското влияние отстъпва пред лицето на новите архиепископи, благосклонни към партията на Дофина. В Лион Амадей V се възползва по-специално от преминаването на своя чичо Филип (преди Филип да стане граф), и продължава политиката на своите перове, играейки ролята на арбитър в града. Назначен е нов архиепископ – Берар дьо Го, близък до краля на Англия (братовчед на Амадей V) и следователно близък до интересите на Савоя. Освен това този е избран да арбитрира в конфликта между Графа на Савоя и Епископа на Женева относно замъка „Ил“, но е предизвикан от епископа Гийом дьо Конфлан. Последният се оплаква, че Берар дьо Го също му е предложил град Лион да се разпорежда като негово графство. В същото време архиепископът въпреки всичко се помирява с капитула, разгневявайки хората в града. Вместо да се обърнат към Графа на Савоя, те се обръщат към краля на Франция Филип IV Хубави, който само чака възможност да се намеси в делата на града. Новият архиепископ Анри I дьо Вилар, близък до партията на Дофина, е враждебен към Савоя, които окончателно губят влиянието си над града.

#### Регионален конфликт с Дофина и с Графа на Женева
От 1282 г. Савойското графство е във война срещу коалиция, включваща Рудолф I Хабсбург – крал на римляните, Дофина на Виен и графът на Женева Амадей II. Тя е подкрепена от епископа на Лозана Гийом дьо Шамван и все пак е близо до Савойския дом. При присъединяването си Амадей V организира примирие през август с Дофина и с Графа на Женева, за да уреди имението си. Месец по-късно Графът на Женева се съюзява с Великата дофина Беатрис дьо Фосини и нейния втори съпруг Гастон VII дьо Беарн.
През 1287 г. Амадей V превзема замъка Вю в ущърб на Графа на Женева. Амадей V подписва в Анемас малко по-късно мирен договор с Графа на Женева. През 1289 г. той завладява сеньорията на Мейона. Амадей V побеждава и подчинява Хумберт I Виенски, дофин на Виен, и го задължава, както и Графа на Женева, да стане негов васал чрез договора от Анемас. Той е подкрепен в този конфликт от Аймон дьо Миолан, епископ на Сен Жан дьо Мориен.
Закупуването на Ревермон през 1289 г. съживява конфликта с Дофине. През 1290 г. е създадена нова коалиция около Рудолф I Хабсбург. Конфликтът, поредица от набези и обсади, продължава до 1297 г.
През януари 1296 г. проектът за брак на дъщерята на Амадей V Маргарита с Жан II Виенски, един от по-младите синове на дофина на Виен Хумберт I Виенски, получава неблагоприятното мнение от папа Бонифаций VIII. Въпреки благосклонността на папата към Дом Савоя папата иска да избегне този брак да доведе дофина сред привържениците на краля на Англия. Между 1294 и 1298 г. Амадей V може да се разглежда като един от основните представители на краля на Англия Едуард I на континента. Той раздава субсидии на съюзниците на краля срещу Франция, търси подкрепления за битката във Фландрия и др. През 1298 г. той е посланик на краля на Англия при папата в Рим в преговорите за мирен договор с Франция. Ролята му остава ограничена до дипломацията, в очакване на подписването на мирния договор, за да се доближи до краля на Франция, за да се изправи срещу императора. Амадей V не успява да получи удовлетворение, но получава някои облаги за семейството си: Аймон става капелан на папата и получава каноническа служба в Йорк, неговият племенник Петър, непълнолетен, получава разрешение да запази деканата на Солсбъри, а друг негов племенник – Томас, капелан на папата, получава диспенсации за натрупване на различни облаги. Папата също се намесва в полза на графа в борбата му срещу дофина, като по-специално ограничава действията на архиепископите на Лион и Виен и изрично забранява на абата да отстъпи един от замъците на Сен Антоан дьо Виеноа. Папата казва: „Тъй като нашият скъп син Амадей показва предана привързаност към нас и Римската църква, правилно е да го прегърнем с бащинска любов и да проявим към него специална благосклонност.“

#### Игра на съюзи
Напрежението между домовете Савоя и Хабсбургите поради контрола над северната част на Страната Во се възобновява. През юли 1298 г. Албрехт I Хабсбург, син на Рудолф I, е избран за крал на римляните. Новият император изисква на следващата година Графа на Савоя да възстанови градовете Пайерн и Мора. Тези градове са савойски до 1283 г., преди да станат хабсбургски до 1291 г., след това отново савойски до намесата на Албрехт I. Те стават савойски през 1308 – 1310 г.
Интересите на Амадей V се съединяват с тези на краля на Франция Филип IV Хубави. Това сближаване също намира своя произход в отдалечеността от английския двор, където Едуард I финансовите притеснения в мирния договор от 20 май 1303 г. между кралете на Франция и Англия. През 1300 г. графът е приет в Париж. Най-големият му син Едуард участва във войната във Фландрия, където се отличава по време на битката при Монс ан Певел (1304). Посветен е и в рицарство от краля на Франция. През 1307 г. той се жени за Бланш Бургундска, племенница на Свети Луи. Този нов съюз с Франция „Вече повече от век [...става] константа в савойската политика“.
Изборът на нов папа Климент V през юни 1305 г. открива период, благоприятен за Савойския дом. Папата е брат на бившия архиепископ на Лион Берар дьо Го, чийто генерален викарий е по това време. Папата се опитва да се възползва от новата близост на Графа на Савоя с краля на Франция, но и от връзките му с Англия. Той му благодари, като го възнаграждава от 1306 до 1308 г. с „тридесет и три привилегии... диспенсации и разпоредби за роднини“. Климент V се намесва по-специално в номинацията на бъдещите епископи на региона – Бриан дьо Лавио във Виен (1306), но особено Петър Савойски, племенник на графа в Лион (1308). Той също се намесва пряко в конфликта между графа и епископа на Женева. Амадей V остава с няколко души близо до папата, през годините 1308 и 1310, и по-късно, през 1323 г., по време на управлението на Йоан XXII. Продължителността на престоя в Авиньон варира от един месец през 1309 г. и 1310 г. до осем месеца през 1323 г. поради заболяване.
Албрехт I е убит през 1308 г. и е наследен от Хайнрих VII Люксембургски. През септември 1310 г. Графът е в Шамбери. Хайнрих VII е в Суза на 23 октомври 1310 г., където остава една седмица, преди да се върне в Торино. На 24 ноември 1310 г. Амадей V отдава почит и получава инвеститурата с всички свои имперски феоди. Той го прави в Асти имперски княз през 1313 г. Церемонията само потвърждава едно относително старо състояние на нещата, но дава нова легитимност на главата на Савойския дом.
Кралете на Франция поддържат връзка с графа на Савоя. Луи X го кани на своя съвет, а Филип V Дълги му обещава Виконтство Молеврие в Нормандия.
С превземането на Лион (1311 г.) от краля на Франция графът се доближава до императорския лагер, особено след като император Хайнрих VII става негов тъст през 1297 г., когато Амадей V се жени за дъщеря му Мария Брабантска. Една от последиците от този брак е увеличаването на търговията между Брабант и Савоя, което позволява и достъпа до Италианския полуостров.
В резултат на военните действия Амадей V принуждава дофина на Виен Хумберт I и Графа на Женева да признаят сюзеренитета на Савоя.
През 1308 г. той се сближава с император Хайнрих VII, придружава го до Италия и от благодарност получава титлата на имперски граф и управлението на Асти.
През 1315 г. Амадей V участва в защитата на остров Родос, който от 1309 г. принадлежи на Рицарите хоспиталиери, който е обсаден от Османската империя на Осман I. Графът се прославя и от това има мотото на Савойската династия: FERT – акроним на Fortitudo Eius Rhodum Tenuit (от латински: „Неговата сила запази Родос“).

#### Примирие и възобновяване на конфликтите
Граф Амадей V подписва нов мирен договор с дофина Жан II Виенски на 10 юни 1314 г. в църквата „Сент Блез“ във Вилар Беноа под егидата на архиепископа на Тарантез Бернар I Бертрански и епископа на Гренобъл Гийом IV дьо Ройн. Договорът предвижда двамата принцове да си разменят кастеланствата, но и да не строят повече укрепени домове в две гранични области: между Ле Молет и Льо Бреда в Кастеланство Авалон и в савойските кастеланства Воарон и Ла Бюис, толкова близо до Гренобъл (Бернар). Граф Амадей V запазва местата си Амброне, Ла Палю, Вилньов, Сен Жан дьо Норне и Мобек. Той също така възстановява укрепения дом в Ла Боас от ръцете на Дофина, който я унищожава. Той обаче отстъпва на Дофина Монревел (Брес), Мейзийо (Лион) и Дантезийо/Демптезийо (Сен Савен, Виеноа). Поставена е охрана, която да гарантира спазването на примирието. Според шпионите на Амадей V дофинът би застрашил това примирие, като събере армия близо до Понт д'Ен, но атаката не се състои. Това примирие е „почти уважавано“ и 1315 и 1316 г. са относително спокойни. През 1318 г. споразуменията са нарушени с построяването на замъците Алим за Дофина, и Луизандр за Графа. Графът на Женева подновява настъплението.
Неговият син Едуард предприема голяма офанзива през 1320 г. от Сен Жаникс срещу Варе – владение на Женева, и във Виен – владение на Дофина. Позициите на графа са подсилени със завършения замък Луизандър и изграждането на стена около град Амброн. След като организира пожара на село Алим, графът се извинява на представителя на Дофина през февруари 1321 г., но той тайно подготвя шевоше, която тръгва около 10 април срещу земите на Дофина в Ланийо. Савойските армии, събрани в Бели, мамейки шпионите на Дофина, се подготвят да превземат град Амберийо, което ще позволи на Сен Жермен да бъде обсаден. Получаването на тази крепост би направило възможно осъществяването на връзката между савойските и бреските владения на графа, но също така би улеснило търговията между тези региони, следвайки по-лесен път за достъп. Обсадата се проточва, така гласи легендата. Хрониката на Савоя от 15 век от Жан Кабаре д'Орвил, историограф на граф Амадей VIII, разказва как граф Амадей и семейството му обсаждат Сен Жермен и как се преструват, че напускат... Как господарите се върнаха към обсадата, как градът и градът Сен Жермен бяха превзети и „как граф Амадей превзе замъка“, представяща героична версия на обсадата с прослава на граф Амадей V – легенда, която е възприета от историците Сервион, Шампие, дю Шезн, Гишенон, но също и тези от XIX век. Обсадата обаче е бърза с унищожаването на защитата на замъка от военни машини. Дофиноа се предадоха в неделя 23 август 1321, след примирие от 4 дни, поради липса на подкрепления. Проведени са няколко савойски и дофински шевошета срещу противоположните позиции, Аймон, най-малкият син на Графа на Савоя, превзема замъка Ла Корбиер (декември 1321), който частично контролира Рона.

### Смърт
На 4 февруари 1323 г. графът пристига в Авиньон. Той е придружен от около 200 човека, включително от Лудвиг – барон на Во и негов брат, Графа на Женева и представители на савойската аристокрация. По време на престоя си той получава от папа Йоан XXII Златната роза – скъпоценно украшение, благословено от папата, предназначено за почитане на суверени или католически светилища. Тази, дадена на графа, украсена със сапфир, е забележително красива и на по-висока цена от тази, която обикновено се плаща по това време за този вид бижу.
Графът е прикован на легло на 23 юни. Умира по време на престоя си в папския двор в Авиньон, след заболяване. Преданието разказва, че графът е отишъл там, за да се доближи до политиката на Савойския дом, макар че изглежда, че той е искал да се сближи с папа Йоан XXII до възможността за кръстоносен поход срещу Византийската империя, подложена на ударите на Османската империя. Демоц квалифицира твърдението в своята теза и Галанд посочва, че това твърдение е напълно неоснователно.
Датата на смъртта му се обсъжда. Савойска хроника (15 век) показва, че тялото му е погребано на 15 октомври 1323 г. Абат Фрезе в своята Histoire de la maison de Savoie (1826) дава тази дата като дата на смъртта на графа. Медиевистът Лоран Рипар или Речникът на Средновековието запазват 16 октомври 1323 г.
Тялото на графа е върнато обратно в Савоя на 27 октомври след 11-часово пътуване. Погребан е в некропола на принцовете на Савоя – Абатство Откомб. Неговият кенотаф е долу вдясно.
Граф Амадей V е погребан на 27 септември 1307 г. в присъствието на краля на Франция Филип IV Хубави. Най-големият му син Едуард е определен за негов наследник, като по този начин се изключват сестрите му. Най-малкият му син Аймон получава само 2000 лири доход и е предопределен за църковна кариера. Въпреки това на 15 май 1322 г. Аймон получава Брес като апанаж, като баща му вероятно го е подготвял за наследяването на по-големия му брат. Всъщност Едуард все още няма наследник по онова време. На 16 октомври 1323 г. Едуард наследява Амадей V като глава на графството.

## Брак и потомство
Жени се два пъти:
∞ 1. 5 юли 1272 в Замъка в Шийон за Сибила (Симона) дьо Божè/дьо Бажè (* 1255, † 28 февруари 1294), дъщеря и наследничка на Гиг, господар на Бажè и на Брес, и господарка на Сен Боне, от която има седем или осем деца:
- Бона Савойска (* ок. 1275, † 1994/1300); ∞ 1. 1280 за Жан I (* 1264 † 1282), дофин на Виен и граф на Албон, Гренобъл, Уазан, Бриансон, Амбрюн и Гап, от когото няма деца 2. 1287 за Хуго I Бургундски († 1324), господар на Монбрисон, от когото няма деца.
- Еленора Савойска (* 1279, † 1324); ∞ 1. 1292 за Гийом I дьо Шалон-Оксер (* 1277 † 1304), граф на Оксер и на Тонер, от кого има син и дъщеря 2. 1305 за Дрьо IV дьо Мело († 1311), господар на Сент Ермин, от когото има една дъщеря 3. 1311 за Жан I (* 1275 † 1334), граф на Форез, от когото няма деца.
- Жан Савойски (* 1280, † 1284)
- Беатрис Савойска (* 1281, † 1291/1294), годеница на бъдещия граф на Женева Вилхелм III, който се жени за по-малката ѝ сестра Агнес
- Едуард Либералният (* 8 февруари 1274, Боже; † 4 ноември 1329, Париж), 15-и граф на Савоя, граф на Аоста и на Мориен (1323 – 1329); ∞ 27 септември 1307 за Бланш Бургундска (* 1288, † 1348), от която има една дъщеря
- Агнес Савойска (* 1286, † 4 октомври 1322), ∞ 31 август 1297 за Вилхелм III, граф на Женева, от когото има син и дъщеря
- Аймон Савойски „Миролюбиви“ (* 15 декември 1291, Бург ан Брес, † 22 юни 1343, Монмелиан), 16-и граф на Савоя, граф на Аоста и на Мориен (1329 – 1343); ∞ 1 май 1330 в Казале за Йоланда Палеологина (* юни 1318, Монкалво; † 24 декември 1342, Шамбери), от която има трима сина и три дъщери. Има и шест или осем извънбрачни деца.
- Маргарита Савойска (* 1280, † 1339), чрез брак маркграфиня на Монферат; ∞ 1296 за Джовани I (* 1277 † 1305), маркграф на Монферат, от когото няма деца.

- Сибила дьо Баже,
 1-ва съпруга
- Граф Едуард Либерални, 
син

∞ 2. април 1297 или 1304 за 17-годишната Мария Брабантска (* ок. 1278, † 2 ноември 1338) от род Регинариди, втора дъщеря на Ян I Брабантски, херцог на Брабант и на Лотарингия, и на Маргарета Дампиер-Фландърска. Тя е сестра на Маргарета, която през 1292 г. се омъжва за бъдещия римско-немски крал Хайнрих VII Люксембургски и е от 1309 г. е римско-немска кралица. Те имат четири дъщери:
- Мария Савойска (* 1298, † 7 май 1334 или 1336), ∞ 1309 в Бонвил за Хуг дьо Ла Тюр дю Пен, барон на Фосини, от когото няма деца.
- Катерина Савойска (* 1297/1304, Пагус Брабант, † 30 септември 1336, Райнфелден), чрез брак херцогиня на Австрия и Щирия; ∞ 1315 за херцог Леополд I Хабсбург, херцог на Австрия и Щирия, от когото има две дъщери.
- Анна Савойска (* 1305/1306, † ок. 1360 или ок. 1366, Солун), чрез брак императрица на Византия с името „Анна“; ∞ 1325 за император Андроник III Палеолог, от когото има четири или пет деца.
- Беатрис Савойска (* 1310, † 1331), чрез брак графиня на Тирол, маркграфиня на Крайна и херцогиня на Каринтия; ∞ 1328 за херцог Индржих Корутански (* 1265, † 1335), херцог на Каринтия (1295 – 1335) и крал на Бохемия (1307 – 1310), от когото няма деца.

- Императрица Анна, 
дъщеря
- Херцогиня Катерина,
 дъщеря

### Първични източници
- Matthæi Parisiensis, Monachi Sancti Albani, Chronica Major, vol. V
- Monumenta Germaniae Historica, Scriptores, tomus V, tomus IX, tomus XXIII, tomus XXV
- Peter der Zweite, Graf von Savoyen, Markgraf in Italien
- Mémoires et documents publiés par la Société d'histoire et d'archéologie de Genève. tome 9
- Histoire de Bresse et de Bugey
- Samuel Guichenon, Preuves de l'Histoire généalogique de la royale maison de Savoie, justifiée par titres
- Histoire de Dauphiné et des princes qui ont porté le nom de dauphin
- Chartes du diocèse de Maurienne

### Историографска литература
- Victor Flour de Saint-Genis, Histoire de Savoie, d'après les documents originaux. Tome 1
- Samuel Guichenon, Histoire généalogique de la royale maison de Savoie, justifiée par titres
- Histoire de la Maison de Savoie
- Titres de la maison ducale de Bourbon
- Matrimoni della Real Casa di Savoia Архив на оригинала от 2021-06-23 в Wayback Machine.
- Testamenti di sovrani e principi di Savoia
- Museo scientifico, letterario ed artistico: Beatrice Fieschi, с. 53 – 54
- A. Colombo, Amedeo V e il suo vicario in Lombardia, in Miscellanea di studi storici in onore di Antonio Manno, II vol., Torino, F.lli Bocca, 1912
- Storia di Torino Vol. II: Il basso medioevo e la prima età moderna (1280-1536), Torino, Einaudi, 1997
- Marie José: Das Haus Sayoven, Stiftung Pro Castellione, 1994.
- Joël Beucher, Histoire de l'Europe et de la Méditerranée: Marie de Brabant
- Colombo A., Amedeo V e il suo vicario in Lombardia, in Miscellanea Manno, Turin, 1913

### Други
- Bernard Andenmatten: Savoyen, Amadeus V, в Швейцарски исторически лексикон
- Francesco Cognasso, AMEDEO V il Grande, conte di Savoia, в Enciclopedia Italiana, Istituto dell'Enciclopedia Italiana, 1929
- Francesco Cognasso, AMEDEO V, conte di Savoia, в Dizionario biografico degli italiani, vol. 2, Istituto dell'Enciclopedia Italiana, 1960
- COMTES de SAVOIE et de MAURIENNE 1060-1417 - AMEDEE de Savoie, на fmg.ac, Foundation for Medieval Genealogy
- Savoy 2 - Amedeo V "il Grande", на genealogy.euweb.cz
- Amedeo V, в Dizionario di storia, Istituto dell'Enciclopedia Italiana, 2010
- Amedèo V, на sapere.it, De Agostini
- Amedeo V di Savoia, в Enciclopedia Britannica

## Обяснителни бележки
1. ↑  Завещание от февруари 1234, à l'occasion de ses fiançailles avec Agnès de Faucigny (REG 0/0/1/664 [archive]) ; завещание от 8 юни 1255 (REG 0/0/1/871 [archive]) ; завещание от септември 1264 (REG 0/0/1/979 [archive]) ; завещание от 7 май 1268 (REG 0/0/1/1028 [archive]) ; Premier codicille du 11 mai 1268 (REG 0/0/1/1029 [archive]) ; second codicille du 11 mai 1268 (REG 0/0/1/1030 [archive]).
2. ↑  завещание от 7 май 1268 (REG 0/0/1/1028 [архив])
3. ↑  Régeste genevois, 1866, p. 322, n°1304 « Sentence d'excommunication du 13 janvier 1290 » (Онлайн [архив])
4. ↑  Régeste genevois, 1866, p. 322, n°1305 « Projet de compromis du 3 mars 1290 » (онлайн [архив])
5. ↑  Régeste genevois, 1866, с. 327, n°1321 « Traité du 19 septembre 1290 » (онлайн [архив])
6. ↑  Régeste genevois, 1866, с. 326-327, n°1318 (онлайн [архив])
7. ↑  Régeste genevois, 1866, p. 295, n°1222, ratification d'un acte d'alliance du 11 septembre 1285 (онлайн [архив])